# Axenus
Axenus là một chi bướm đêm thuộc họ Noctuidae.

## Các loài
- Axenus arvalis Grote, 1873